# Ото фон Лимбург-Щирум
Ото фон Лимбург-Щирум (на немски: Otto von Limburg-Styrum, Otto von Limburg-Bronckhorst) е благородник от фамилията на графовете на Лимбург-Щирум и граф на Лимбург и чрез наследство граф на Бронкхорст, господар на Бронкхорст и Боркуло (1644 – 1679), знаменосец в Гелдерн и Цутфен, губернатор на Неймеген.

## Биография
Роден е през 1620 година. Той е най-големият син на граф Херман Ото I фон Лимбург-Щирум (1592 – 1644)) и съпругата му Анна Магдалена, фрайин Шпиз фон Бюлесхайм цу Фрехен (ок. 1600 – 1659), дъщеря на фрайхер Адам Херман фон Шпиз-Бюлесхайм († 1608) и Франциска фон Мюнстер.
През 1643 г. той е ритмайстер при кавалерията на Нидерландската република. През Втората Северна война (1655 – 1661) е на служба на шведския крал Карл X Густав. Като генерал-майор в инфантерията той участва на 11 август 1674 г. в битката при Сенеф.
Умира на 27 август 1679 година в замък Боркуло в Боркуло, Гелдерланд, Нидерландия.

## Фамилия
Ото фон Лимбург-Щирум се жени на 5/15 юни 1643 г. в замък Бюрен, Швейцария за графиня и бургграфиня Елизабет Шарлота фон Дона-Карвинден (* 14 януари 1625; † 18 март 1691), дъщеря на граф и бургграф Христоф II фон Дона (1583 – 1637) и графиня Урсула фон Золмс-Браунфелс (1594 – 1657), дъщеря на граф Йохан Албрехт I фон Золмс-Браунфелс. Те имат девет деца:
- Амалия Луиза Вилхелмина (16 октомври 1646 – 1721)
- Ото Христофел (януари 1648 – май 1673, убит в Бреда)
- Фридрих Вилхелм I (12 юли 1649 – 13 юли 1722), знаменосец в Гелдерн и Цутфен, женен на 11 февруари 1683 г. в Леуварден за Луция фон Айлва тот Каминга (5 август 1660 – 25 май 1722)
- Карл (1 септември 1650 – 1667)
- Мария Урсула (1652 – юли 1718)
- Лудвиг Хайнрих (+ 1653)
- Густав (1655 – 14 юли 1661)
- Адолф Гелдер (1659 – 7 август 1676, убит в Маастрихт)
- Георг Албрехт (12 април 1661 – 1 юли 1690, убит в битката при Фльорюс), полковник, женен на 2 февруари 1684 г. в Шевенинген, Хага за фрайин Елизабет Филипина фон Боетцелаер (1663 – 19 октомври 1692)